# Besmrtnost
Besmrtnost (lat. immortalitas) stanje je oslobođenosti od smrti ili uništenja, odnosno stanje vječnog života. Pojam besmrtnosti obično označuje učenje po kojem duša nadživljava tjelesnu smrt. Ponekad se odnosi i na vječnost bića.
Besmrtnost može uključivati preživljavanje duše koja je privremeno smještena u tijelu ili uskrsnuće tijela, kao u abrahamskim religijama.
Prema Platonovoj filozofiji moguće je da duša nadživi propast tijela. Za Aristotela je pak duša oblik tijela i ne može postojati odvojena oda nj.
Pojam besmrtnosti spominje se u starozavjetnoj Knjizi postanka u dijelu koji opisuje Henokovo uznesenje na nebo (Post 5,24).
Stare legende, a još više književna fikcija i filmovi spominju razna bića i ljude koji mogu živjeti vječno na ovaj ili onaj način.
Tijekom srednjega vijeka i renesanse alkemičari su nastojali pronaći tzv. Eliksir života, mitsku supstancu povezanu s Kamenom mudraca, koja čovjeku može omogućiti nevjerojatno dug život, čak i besmrtnost. Prema legendi francuski alkemičar Nicolas Flamel pronašao je Kamen mudraca i ostvario besmrtnost. O grofu Saint-Germainea koji je živio u 18. stoljeću također su nastale legende povezane s njegovom navodnom besmrtnošću.